# Born to Do It
Born to Do It – debiutancki album studyjny brytyjskiego piosenkarza R&B Craiga Davida, wydany w Wielkiej Brytanii 14 sierpnia 2000 roku przez Wildstar Records i 17 lipca 2001 w Stanach Zjednoczonych przez Atlantic Records. Po ujawnieniu swojej współpracy z brytyjską grupą Damage David zaczął wykonywać wokale dla garage’owego duetu Artful Dodger. W tym momencie Wildstar Records dowiedziało się o Davidzie, oferując mu umowę deweloperską, zanim zaoferowano mu kontrakt na album. Nagrywanie albumu rozpoczęło się w 1999 roku, zanim David uzyskał kontrakt na płytę, i trwało do 2000 roku. Został skomponowany przez samego Davida oraz Marka Hilla.
Tytuł albumu pochodzi z cytatu opisującego postać Williego Wonki z filmu Willy Wonka i fabryka czekolady z 1971 roku. Born to Do It to album w gatunku R&B oraz 2-step garage z dodatkiem electro beatów, garage’u i hip-hopu. Piosenki zawierają gitary akustyczne i natarczywe uderzenia beatów i basów, a teksty oscylują wokół romansów, złożoności związków i klubów. Po wydaniu album spotkał się z pozytywnymi recenzjami krytyków muzycznych i znalazł się na liście „Greatest Albums Ever” stacji MTV.
Album pod względem komercyjnym okazał się sukcesem, ostatecznie sprzedając się w ponad 7,5 miliona egzemplarzy na całym świecie, co czyni go jednym z najlepszych albumów brytyjskiego artysty R&B. Album zadebiutował na 1. miejscu na UK Albums Chart, stając się najszybciej sprzedającym się debiutanckim albumem brytyjskiego solowego piosenkarza, i ostatecznie uzyskał certyfikat sześciokrotnej platyny w Wielkiej Brytanii. Album promowały cztery single: „Fill Me In” i „7 Days”, które zajęły 1. miejsca w UK oraz udane „Walking Away” i „Rendezvous”.

## Tło
Najwcześniejsza ekspozycja Davida miała miejsce wtedy, gdy utwór „I’m Ready” pojawił się na stronie B płyty „Wonderful Tonight” z 1997 roku autorstwa brytyjskiego zespołu Damage; następnie David zaczął wykonywać wokale do kilku utworów angielskiego duetu garage’owego Artful Dodger. Wildstar Records po raz pierwszy dowiedziało się o Davidzie, gdy ówczesny menedżer artysty, Paul Widger, spotkał się ze współwłaścicielem wytwórni, Colinem Lesterem i zagrał część jego muzyki. Później Lester powiedział HitQuarters, że był pod wrażeniem pierwszej piosenki, którą usłyszał, czyli „Walking Away”. Ponadto szef Wildstar dodatkowo przekonał się do niego, gdy później odwiedzając dom artysty w Southampton, odkrył, że niewielka sypialnia Davida wyłożona jest od podłogi do sufitu 12-calowymi płytami winylowymi, komentując: „To przekonało mnie, że to była prawdziwa okazja, a nie tylko dzieciak odgrywający rolę”. W tym momencie Lester zaproponował Davidowi umowę deweloperską ze swoją wytwórnią. Z kolei kiedy Lester usłyszał piosenkę „7 Days”, powiedział, że natychmiastowo usłyszał utwór, który zostanie numerem jeden i tego samego dnia zaproponował Davidowi kontrakt na album.

## Nagrywanie

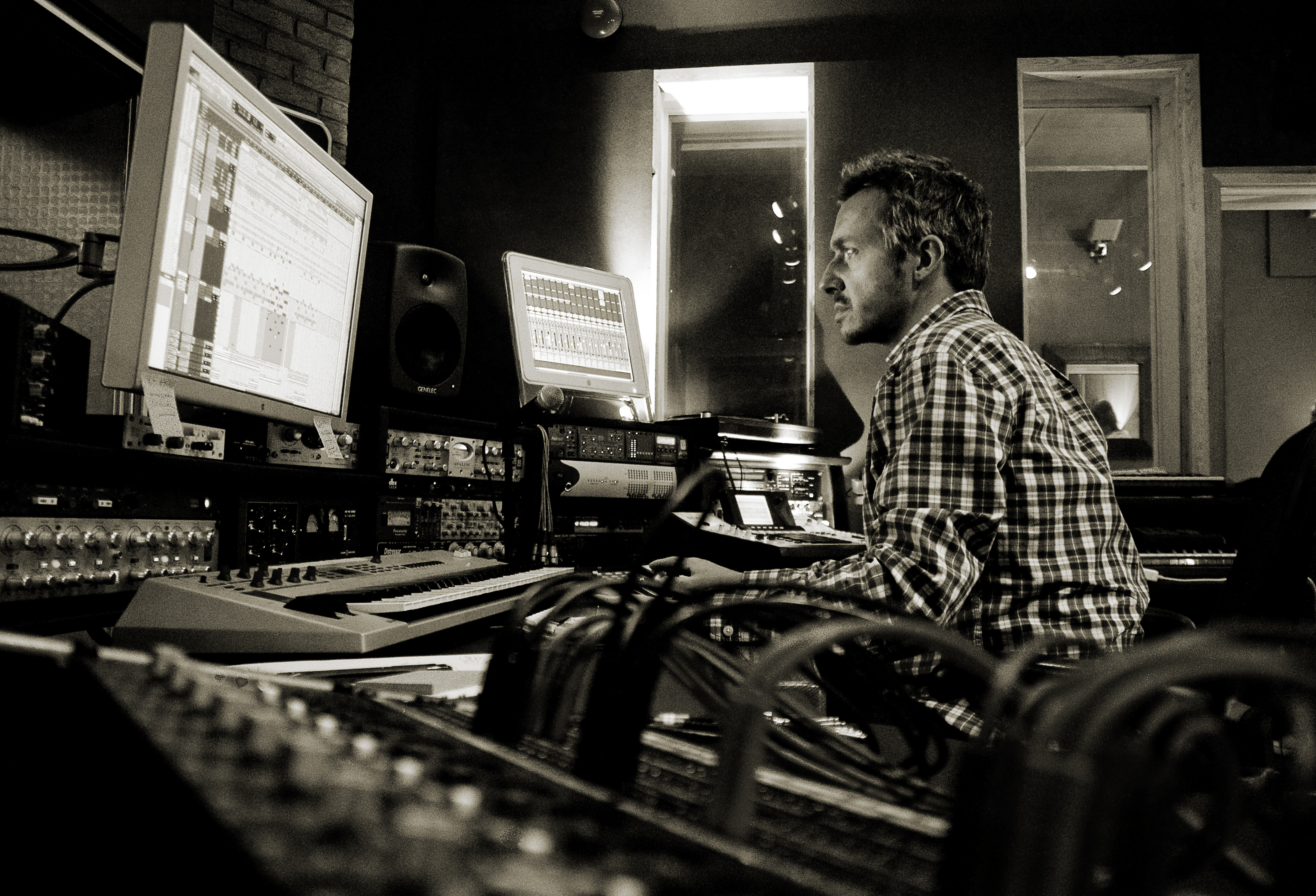
Fraser T Smith był programistą albumu

Po spotkaniu Davida i Marka Hilla, ten zaangażował Davida do pracy nad debiutanckim albumem Artful Dodger pt. It's All About the Stragglers. Hillowi trudno było zapłacić Davidowi za jego występy, dlatego zaoferował mu czas w studiu i pomoc przy produkcji w małym studiu nagraniowym w Southampton. Nagrywanie albumu rozpoczęło się w 1999 roku i trwało do 2000 roku, Hill wraz z Davidem wzięli na siebie odpowiedzialność za produkcję albumu, natomiast Craig napisał większość tekstów z tego albumu, wspólnie z Hillem. Hill stwierdził również, że w tym czasie nie było dostępnej wytwórni, więc para miała większą swobodę twórczą przy tworzeniu albumu;

Kiedy zaczęliśmy pisać Born to Do It, nie było żadnych wytwórni, menedżerów ani nic takiego. Napisaliśmy większość albumu, zanim którykolwiek z nas podpisał kontrakt, więc był to bardzo organiczny proces i tylko my pracowaliśmy nad nim, bez nikogo. Pamiętam, kiedy robiliśmy dema dla branży, próbując zawrzeć umowę. Mieliśmy „7 Days”, „Walking Away”, „Time to Party” i inne, a te okazały się ostatecznymi wersjami do albumu.

Album został wyprodukowany niemal wyłącznie przez Davida i Hilla, podczas gdy ten drugi zapewniał także podkład wokalny, inżynierię i miksowanie. Ceri Evans także był jednym z producentów albumu, obok Wayne’a Lawesa, który zajmował się również programowaniem perkusji, remiksowaniem i produkcją wokalną. Ponadto programowaniem zajmował się także Fraser T Smith. Podczas produkcji albumu powołano wielu innych ludzi: Dick Beetham pomógł w masteringu albumu, Andy Ward (oraz Beetham) służyli jako inżynierowie miksowania albumu; Goetz odpowiadał za inżynierię i miksowanie, a Steve Fitzmaurice również miksował. Mniej więcej w czasie, gdy „Re-Rewind (The Crowd Say Bo Selecta)” zaczął odnosić sukcesy komercyjne, większość albumu została nagrana i wyprodukowana. Ostatnim utworem do nagrania był singiel „Fill Me In”. Hill stwierdził, że chce stworzyć piosenkę, która zawiera element garage’owy, aby wypełnić lukę między projektem Craiga a jego poprzednią pracą z Artful Dodger. Po nagraniu albumu David uzyskał kontrakt na nagrywanie.

## Muzyka i teksty
Born to Do It łączy smooth soul z kaskadami błyszczących klawiatur, krążących gitar i wyrafinowanych rytmów. Ponadto album łączy obecne style wokalne R&B i beaty UK garage, tworząc album „dziewiczy i nieskazitelny”. Ernest Hardy z Rolling Stone opisał album jako skomponowany z elektryzujących beatów 2-step garage, które porównał z Teddym Rileyem i Timbalandem; stwierdził jednak, że album różni się od Rileya i Timbalanda ze względu na zdolność albumu do zachowania równowagi pomiędzy tradycyjnym popem i R&B wykorzystując nowoczesny błysk produkcyjny jako pomost. Muzyka z albumu zawiera gitary akustyczne i wyraźnie rozmieszczone struny, warstwowo zakończone natarczywymi uderzeniami beatów i basów, nawet w balladach. Liryczna zawartość albumu koncentruje się na tematach romansu, złożoności związków i zabawie w nocnych klubach (clubbing). Album był znany z wielu motywów lirycznych, m.in. „ze swoich ckliwych kawałków, które nastolatkowie usychający z miłości, puszczają sobie późno w nocy z telefonu” („Rendezvous”, „Key to My Heart”) lub bardziej samoświadomych piosenek, takich jak „Booty Man”. Wokal Davida został opisany przez Ernesta Hardy’ego jako „kremowy”, stwierdzając, że David brzmiał jak napalony chłopiec, który staje się „gładkim” mężczyzną. Głos Davida był postrzegany jako warstwowy, posiadający zdolność do „trzepotania” nim nad „jąkającymi się uderzeniami” lub „ścigania się z tymi samymi uderzeniami, jednocześnie zachowując czas”.
Album rozpoczyna utwór „Fill Me In”, utwór garage i R&B stworzony na brzęczących klawiaturach i strunach sticatto, który lirycznie opowiada o współczesnej opowieści o zakazanej miłości. Utwory szósty i ósmy, czyli „Last Night” i „Time to Party” są zarówno piosenkami z wpływami hip-hopowymi, jak i zawierającymi elementy podobne do rapu, jednocześnie będąc produkcjami tanecznymi. Zarówno „Rendezvous”, jak i „Last Night” David śpiewa „jedwabistym, zakochanym tonem, który przypomina takich artystów jak Usher i Ginuwine”. Z kolei „Time to Party” to pełen energii utwór, zawierający krótki sampel z utworu „Put Your Hands Where My Eyes Could See” (1997) autorstwa Busta Rhymes. „Booty Man” jest produkcją folkową opartą na gitarze akustycznej, zawierającą „otwarcie zarozumiałe teksty”; utwór interpoluje również motyw muzyczny z Williego Wonki pt. „The Candy Man”. Z kolei „Rewind” to wynik współpracy Davida z zespołem Artful Dodger; piosenka jest ciężkim basem bez wpływów R&B, w przeciwieństwie do reszty albumu.

## Wydanie i promocja
Born to Do It został wydany po raz pierwszy w Wielkiej Brytanii 14 sierpnia 2000 roku przez niezależną wytwórnię Wildstar Records, a później 17 lipca 2001 roku został wydany w Stanach Zjednoczonych przez Atlantic Records. W 2007 roku Wildstar Records i Atlantic Records wydały album do pobrania cyfrowego. Album został również wydany w Singapurze w 2000 roku wraz z bonusowym singlem CD w limitowanej edycji. Wydanie zawierało cztery wersje utworu „Walking Away”: wersję radiową, remiks Ignorants i remiks DJ-a Chunky’ego i remiks Treats Better Day. Z kolei 6 września 2000 roku w Japonii wydano album, zawierający dwa bonusowe remiksy utworu „Fill Me In”. Tytuł albumu Born to Do It pochodzi z cytatu opisującego postać Williego Wonki z filmu Willy Wonka i fabryka czekolady z 1971 roku.
Album był promowany wydaniem czterech singli; pierwszy utwór „Fill Me In”, ukazał się 3 kwietnia 2000 roku i odniósł komercyjny sukces, debiutując na 1. miejscu na UK Singles Chart; w wyniku tego David stał się najmłodszym brytyjskim mężczyzną, którego singel znalazł się na pierwszym miejscu. 28 grudnia 2009 roku, kiedy prezenter BBC Radio 1, DJ Nihal, ujawnił „100 oficjalnych najlepszych piosenek dekady” („The Official Top 100 Songs of the Decade”), „Fill Me In” znalazło się na 93. miejscu. Piosenka odniosła również sukces na arenie międzynarodowej, osiągając 15. miejsce w Stanach Zjednoczonych i 6. miejsce w Australii.
Drugi singiel z albumu, „7 Days”, został wydany 24 lipca 2000 roku. Piosenka zadebiutowała na 1. miejscu na UK Singles Chart po sprzedaży ponad 100 000 kopii w pierwszym tygodniu, dając Davidowi drugi raz z rzędu pierwsze miejsce w Wielkiej Brytanii i spędzając 15 tygodni wśród 75 najlepszych utworów w UK. Był również jedynym singlem Davida, który znalazł się w pierwszej dziesiątce na liście Billboard Hot 100 w USA, gdzie zajął 10. miejsce. Piosenka dotarła również do 4. miejsca w Australii i 6. miejsca w Nowej Zelandii.
Trzeci singiel z albumu, „Walking Away”, został wydany 31 października 2000 roku i zadebiutował na 3. miejscu na UK Singles Chart. Piosenka odniosła ogromny sukces w Nowej Zelandii, gdzie zajęła 1. miejsce i była również numerem jeden w tym kraju w 2001 roku, osiągając także wysoką sprzedaż. Utwór dotarł również do 5. miejsca w Australii i 1. miejsca w Polsce. Czwartym i ostatnim singlem z albumu był utwór „Rendezvous”, który został wydany 19 marca 2001 roku i zajął 8. miejsce na UK Singles Chart.

## Wyniki handlowe
Born to Do It zadebiutowało na 1. miejscu na UK Albums Chart, osiągając sprzedaż 225 320 egzemplarzy w pierwszym tygodniu. Dzięki temu album stał się najszybciej sprzedającym się debiutanckim albumem w historii stworzonym przez brytyjskiego solistę męskiego; rekord ten nadal należy do albumu. Album znalazł się również na 45. miejscu wśród 50 najszybciej sprzedających się albumów wszech czasów. Ponadto otrzymał certyfikat 6-krotnej Platyny wydany przez British Phonographic Industry (BPI) za sprzedaż w ilości 1 800 000 kopii. Album został także 35. najlepiej sprzedającym się albumem dekady w Wielkiej Brytanii. Do kwietnia 2020 roku w Wielkiej Brytanii sprzedano ponad 1 940 000 egzemplarzy.
Born to Do It odniósł również sukces na świecie; w Australii zadebiutował 24 września 2000 roku na 8. miejscu, a następnie osiągnął 2. miejsce na Australian Albums Chart, gdzie pozostał przez pięć tygodni. Album spędził 52 tygodnie (jeden rok) na liście przebojów i uzyskał certyfikat 4-krotnej Platyny wydany przez Australian Recording Industry Association (ARIA) za sprzedaż 280 000 kopii. Album odniósł podobny sukces w Nowej Zelandii, gdzie również zajął 2. miejsce na listach przebojów i spędził tam łącznie 51 tygodni, i ostatecznie uzyskał certyfikat potrójnej Platyny wydany przez Recorded Music NZ.
Przed wydaniem albumu w Stanach Zjednoczonych sprzedano 3,5 miliona egzemplarzy na całym świecie. Born to Do It osiągnął 11. pozycję na amerykańskiej liście Billboard 200 i spędził na niej 62 tygodnie oraz ostatecznie uzyskał certyfikat Platyny, wydany przez Recording Industry Association of America (RIAA) za sprzedaż jednego miliona kopii. Album znalazł się na 74. miejscu najlepiej sprzedających się albumów 2001 roku w Stanach Zjednoczonych. Album pojawił się także na 12. miejscu na amerykańskiej liście Top R&B/Hip-Hop Albums i spędził na niej 55 tygodni. Ostatecznie Born To Do It sprzedał się w 7–8 milionach egzemplarzy na całym świecie.
| AllMusic Guide             | [ 2 ]  |
| Christgau’s Consumer Guide | [ 46 ] |
| Entertainment Weekly       | B+     |
| NME                        | [ 48 ] |
| Pitchfork                  | [ 49 ] |
| Rolling Stone              | [ 8 ]  |
| Slant Magazine             | [ 50 ] |
| Sputnikmusic               | [ 51 ] |
| Uncut                      | [ 52 ] |

## Odbiór
Born to Do It zdobył uznanie krytyków muzycznych. DaveyBoy ze Sputnikmusic opisał album jako „doskonały debiut”, twierdząc, że David był „dojrzałym 19-letnim piosenkarzem i autorem tekstów, którego uduchowiony gładki głos sprawi, że fani będą myśleć, że śpiewa dla nich i tylko dla nich”. Recenzent serwisu Onet stwierdził, że „bezsprzecznie jest to debiut roku”, dodając również, że „nagrywając swój solowy krążek (...) 19-letni Craig David bodaj jako pierwszy komercyjny artysta wykorzystał ogromny potencjał tkwiący w stylach 2step i UK garage, które są niczym innym, jak odpowiedzią Brytyjczyków na amerykański gatunek R&B”.

## Dziedzictwo

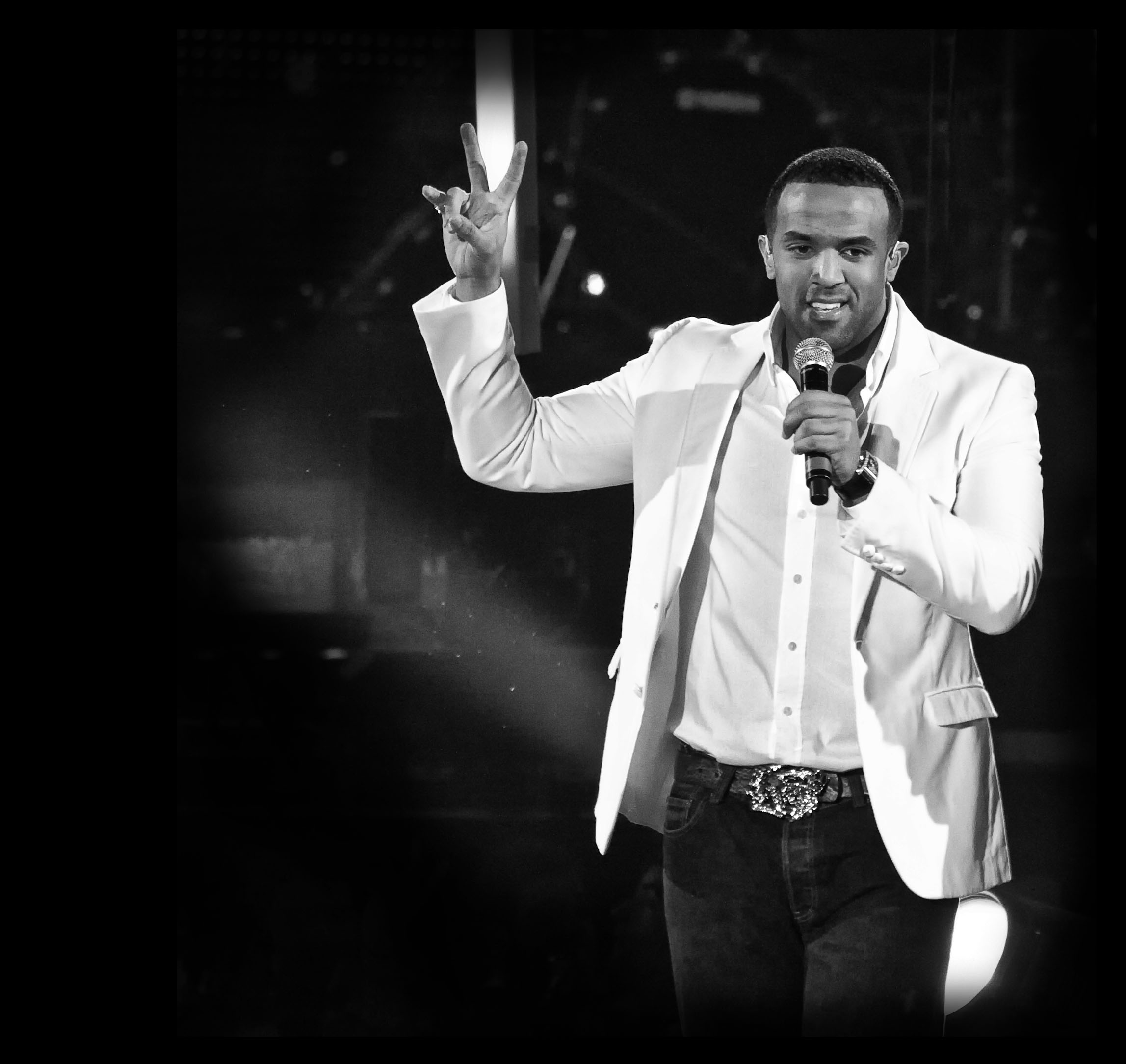
David jest rekordzistą najszybciej sprzedającego się debiutanckiego albumu brytyjskiego solisty męskiego

26 lutego 2001 roku podczas gali Brit Awards 2001 teledysk do utworu „7 Days” (drugiego singla z albumu) został nominowany do nagrody Best Music Video, jednak przegrał z teledyskiem do piosenki „Rock DJ” autorstwa Robbiego Williamsa. Po wydaniu albumu David został nominowany do trzech nagród MOBO, w tym dla najlepszego nowicjusza i najlepszego albumu dla Born to Do It. W 2001 roku David był również nominowany do pięciu innych nagród Brit Awards, w tym do najlepszego brytyjskiego albumu. 20 lutego 2002 roku album był ponownie nominowany do Brit Award dla najlepszego albumu, jednak nagrodę zdobył album Dido pt. No Angel Born to Do It stał się najszybciej sprzedającym się debiutanckim albumem brytyjskiego solisty męskiego i nadal posiada ten tytuł. Album znalazł się również na 45. miejscu wśród najszybciej sprzedających się albumów wszech czasów.
Po tym, jak główny singiel z albumu, „Fill Me In”, stał się numerem jeden w Wielkiej Brytanii, David (w wieku 18 lat i 334 dni) był najmłodszym brytyjskim mężczyzną, który posiadał singiel na pierwszym miejscu w Wielkiej Brytanii od czasu Jimmy’ego Osmonda oraz był wówczas najmłodszym artystą solowym, którego debiutancki singiel stał się numerem jeden w Wielkiej Brytanii. Rekord ten został pobity przez Garetha Gatesa, który miał 17 lat i 255 dni, kiedy zadebiutował na pierwszym miejscu z utworem „Unchained Melody” w marcu 2002 roku. Z kolei album posłużył jako muzyczna inspiracja dla producenta Rodneya Jerkinsa podczas jego pracy nad trzecim studyjnym albumem Brandy Norwood pt. Full Moon, gdy kilka miesięcy wcześniej po koncercie w Londynie miał okazję zapoznać się ze współpracą garażową Davida i Artful Dodger. Ponadto utwór „Recovery” (2013) autorstwa Justina Biebera mocno interpoluje gitarowy riff z „Fill Me In” Davida.
W 2001 roku album był tematem pytania w teleturnieju ITV o nazwie Who Wants to Be a Millionaire?. Aby wygrać 32 tys. funtów, uczestnik Charles Ingram musiał wskazać wykonawcę odpowiedzialnego za album. Ingram stwierdził, że nie zna Craiga Davida, ale mimo wszystko wybrał odpowiedź, poprawnie odpowiadając na pytanie. Ingram zasłynął z oszukiwania przy tym pytaniu i wielu innych w tym programie. Ponadto piosenka „Key To My Heart”, zaczerpnięta z amerykańskiej wersji albumu, znalazła się również w wielokrotnie nagradzanym filmie animowanym Warner Bros pt. Osmosis Jones (2001).
W ankiecie z 2009 roku przygotowanej przez MTV, mającej na celu wybór najlepszego albumu wszech czasów, widzowie MTV wybrali Born to Do It jako drugi ulubiony album, zaraz po albumie Thriller Michaela Jacksona.
Pod koniec marca 2021 David zapowiedział, że z okazji 20-lecia albumu wykona go w całości, w oryginalnej kolejności utworów podczas wydarzenia transmitowanego na żywo 24 kwietnia tegoż roku; jak sam powiedział: „Ten album jest dla mnie światem. Chciałem zrobić coś, by uczcić 20. rocznicę, a ponieważ nie można koncertować na żywo, nie mogłem pozwolić, aby rocznica minęła, nie zaznaczając jej w jakiś sposób”. Ostatecznie jednak z powodu nieznanych okoliczności, transmisja koncertu odbyła się 8 maja 2021 roku. Piosenkarz pierwotnie planował świętować 20-lecie albumu w sierpniu 2020 roku, jednak był zmuszony odwołać plany koncertowe z powodu pandemii koronawirusa.

## Lista utworów
UK CD (2000):
| Nr  | Tytuł utworu              | Tekst                               | Długość |
| --- | ------------------------- | ----------------------------------- | ------- |
| 1.  | „Fill Me In”              | Craig David, Mark Hill              | 4:16    |
| 2.  | „Can’t Be Messing 'Round” | Craig David                         | 3:54    |
| 3.  | „Rendezvous”              | Craig David, Mark Hill              | 4:37    |
| 4.  | „7 Days”                  | Craig David, Mark Hill, Darren Hill | 3:55    |
| 5.  | „Follow Me”               | Craig David, Mark Hill              | 4:01    |
| 6.  | „Last Night”              | Craig David, Mark Hill              | 4:31    |
| 7.  | „Walking Away”            | Craig David, Mark Hill              | 3:24    |
| 8.  | „Time to Party”           | Craig David, Mark Hill, Jimmy Seals | 4:04    |
| 9.  | „Booty Man”               | Craig David, Mark Hill              | 3:48    |
| 10. | „Once in a Lifetime”      | Craig David, Mark Hill              | 3:30    |
| 11. | „You Know What”           | Craig David, Mark Hill              | 3:34    |
| 12. | „Rewind”                  | Craig David, Mark Hill              | 5:32    |
|     |                           |                                     | 49:06   |

US CD (2001):
| Nr  | Tytuł utworu              | Tekst                               | Długość |
| --- | ------------------------- | ----------------------------------- | ------- |
| 1.  | „Fill Me In”              | Craig David, Mark Hill              | 4:16    |
| 2.  | „Can’t Be Messing 'Round” | Craig David                         | 3:54    |
| 3.  | „Rendezvous”              | Craig David, Mark Hill              | 4:37    |
| 4.  | „7 Days”                  | Craig David, Mark Hill, Darren Hill | 3:55    |
| 5.  | „Follow Me”               | Craig David, Mark Hill              | 4:01    |
| 6.  | „Key to My Heart”         | Craig David, Jeremy Paul            | 4:13    |
| 7.  | „Fill Me In (Part 2)”     | Craig David, Mark Hill              | 4:12    |
| 8.  | „Last Night”              | Craig David, Mark Hill              | 4:31    |
| 9.  | „Walking Away”            | Craig David, Mark Hill              | 3:24    |
| 10. | „Time to Party”           | Craig David, Mark Hill, Jimmy Seals | 4:04    |
| 11. | „Booty Man”               | Craig David, Mark Hill              | 3:48    |
| 12. | „Once in a Lifetime”      | Craig David, Mark Hill              | 3:30    |
| 13. | „You Know What”           | Craig David, Mark Hill              | 3:34    |
| 14. | „Rewind”                  | Craig David, Mark Hill              | 5:32    |
|     |                           |                                     | 57:31   |

Singapur 2×CD (2000):
| CD1 | CD1                                | CD1                                 | CD1     |
| Nr  | Tytuł utworu                       | Tekst                               | Długość |
| --- | ---------------------------------- | ----------------------------------- | ------- |
| 1.  | „Fill Me In”                       | Craig David, Mark Hill              | 4:16    |
| 2.  | „Can’t Be Messing 'Round”          | Craig David                         | 3:54    |
| 3.  | „Rendezvous”                       | Craig David, Mark Hill              | 4:37    |
| 4.  | „7 Days”                           | Craig David, Mark Hill, Darren Hill | 3:55    |
| 5.  | „Follow Me”                        | Craig David, Mark Hill              | 4:01    |
| 6.  | „Last Night”                       | Craig David, Mark Hill              | 4:31    |
| 7.  | „Walking Away”                     | Craig David, Mark Hill              | 3:24    |
| 8.  | „Time to Party”                    | Craig David, Mark Hill, Jimmy Seals | 4:04    |
| 9.  | „Booty Man”                        | Craig David, Mark Hill              | 3:48    |
| 10. | „Once in a Lifetime”               | Craig David, Mark Hill              | 3:30    |
| 11. | „You Know What”                    | Craig David, Mark Hill              | 3:34    |
| 12. | „Fill Me In” (Artful Dodger Remix) | Craig David, Mark Hill              | 6:23    |
| 13. | „Fill Me In” (Sunship Remix)       | Craig David, Mark Hill              | 5:55    |
|     |                                    |                                     | 55:52   |

| CD2 (bonusowe CD w limitowanej edycji) | CD2 (bonusowe CD w limitowanej edycji)   | CD2 (bonusowe CD w limitowanej edycji) | CD2 (bonusowe CD w limitowanej edycji) |
| Nr                                     | Tytuł utworu                             | Tekst                                  | Długość                                |
| -------------------------------------- | ---------------------------------------- | -------------------------------------- | -------------------------------------- |
| 1.                                     | „Walking Away” (wersja radiowa)          | Craig David, Mark Hill                 | 3:26                                   |
| 2.                                     | „Walking Away” (Ignorants Remix)         | Craig David, Mark Hill                 | 5:17                                   |
| 3.                                     | „Walking Away” (DJ Chunky Remix)         | Craig David, Mark Hill                 | 5:44                                   |
| 4.                                     | „Walking Away” (Treats Better Day Remix) | Craig David, Mark Hill                 | 5:23                                   |
|                                        |                                          |                                        | 19:50                                  |

Japonia CD (2000):
| CD1 (bonusowe utwory) | CD1 (bonusowe utwory)              | CD1 (bonusowe utwory)               | CD1 (bonusowe utwory) |
| Nr                    | Tytuł utworu                       | Tekst                               | Długość               |
| --------------------- | ---------------------------------- | ----------------------------------- | --------------------- |
| 1.                    | „Fill Me In”                       | Craig David, Mark Hill              | 4:16                  |
| 2.                    | „Can’t Be Messing 'Round”          | Craig David                         | 3:54                  |
| 3.                    | „Rendezvous”                       | Craig David, Mark Hill              | 4:37                  |
| 4.                    | „7 Days”                           | Craig David, Mark Hill, Darren Hill | 3:55                  |
| 5.                    | „Follow Me”                        | Craig David, Mark Hill              | 4:01                  |
| 6.                    | „Last Night”                       | Craig David, Mark Hill              | 4:31                  |
| 7.                    | „Walking Away”                     | Craig David, Mark Hill              | 3:24                  |
| 8.                    | „Time to Party”                    | Craig David, Mark Hill, Jimmy Seals | 4:04                  |
| 9.                    | „Booty Man”                        | Craig David, Mark Hill              | 3:48                  |
| 10.                   | „Once in a Lifetime”               | Craig David, Mark Hill              | 3:30                  |
| 11.                   | „You Know What”                    | Craig David, Mark Hill              | 3:34                  |
| 12.                   | „Fill Me In” (Artful Dodger Remix) | Craig David, Mark Hill              | 6:23                  |
| 13.                   | „Fill Me In” (Sunship Remix)       | Craig David, Mark Hill              | 5:55                  |
|                       |                                    |                                     | 55:52                 |

Niemcy CD (2001):
| CD1 (bonusowe utwory) | CD1 (bonusowe utwory)                    | CD1 (bonusowe utwory)               | CD1 (bonusowe utwory) |
| Nr                    | Tytuł utworu                             | Tekst                               | Długość               |
| --------------------- | ---------------------------------------- | ----------------------------------- | --------------------- |
| 1.                    | „Fill Me In”                             | Craig David, Mark Hill              | 4:16                  |
| 2.                    | „Can’t Be Messing 'Round”                | Craig David                         | 3:54                  |
| 3.                    | „Rendezvous”                             | Craig David, Mark Hill              | 4:37                  |
| 4.                    | „7 Days”                                 | Craig David, Mark Hill, Darren Hill | 3:55                  |
| 5.                    | „Follow Me”                              | Craig David, Mark Hill              | 4:01                  |
| 6.                    | „Last Night”                             | Craig David, Mark Hill              | 4:31                  |
| 7.                    | „Walking Away”                           | Craig David, Mark Hill              | 3:24                  |
| 8.                    | „Time to Party”                          | Craig David, Mark Hill, Jimmy Seals | 4:04                  |
| 9.                    | „Booty Man”                              | Craig David, Mark Hill              | 3:48                  |
| 10.                   | „Once in a Lifetime”                     | Craig David, Mark Hill              | 3:30                  |
| 11.                   | „You Know What”                          | Craig David, Mark Hill              | 3:34                  |
| 12.                   | „Rewind”                                 | Craig David, Mark Hill              | 5:32                  |
| 13.                   | „Walking Away” (Chunky feat. Mc B)       | Craig David, Mark Hill              | 5:41                  |
| 14.                   | „Fill Me In” (Artful Dodger Remix)       | Craig David, Mark Hill              | 5:52                  |
| 15.                   | „7 Days” (Sunship Vocal Mix)             | Craig David, Mark Hill              | 4:47                  |
| 16.                   | „Booty Man” (Jadakiss DJ4mula Edit)      | Craig David, Mark Hill              | 3:44                  |
| 17.                   | „7 Days” (Full Crew Remix Ft_md)         | Craig David, Mark Hill              | 4:31                  |
| 18.                   | „Woman In Trouble” (feat. Artful Dodger) | Craig David, Mark Hill              | 4:01                  |
|                       |                                          |                                     | 1:17:42               |

## Personel
Dane zaadaptowane z AllMusic i Discogs oraz z okładki albumu, z kolei numery utworów odpowiadają wydaniu ze Stanów Zjednoczonych:
| - Dick Beetham – mastering - Andrea Brooks – projekt - Craig David – kompozytor, śpiew (wszystkie utwory), producent (utwór 2) - Steve Fitzmaurice – miksowanie (utwory 1 i 9) - Fraser T Smith – programowanie (utwór 2) - Goetz – inżynier miksowania (utwory 8, 10 i 11) - Victoria Hallett – dodatkowy śpiew (utwory 4 i 8) - Mark Hill – inżynier, kompozytor, producent (utwory 1, 3–5 i 7–14), miksowanie (utwory 3–6, 8 i 10–14), dodatkowy śpiew (utwory 3 i 4) - Ceri Evans – producent, remiksowanie - Darren Hill – kompozytor (utwór 4) | - Wayne Lawes – remiksowanie, producent śpiewu, dodatkowa produkcja, programowanie basów i bębnów (utwór 7) - Jimmy Seals – producent (utwór 10) - M. Rosena Hill – kompozytor (utwory 7 i 9) - Pete Moss – fotografia - Kowan Paul – producent (utwór 6) - Jeremy Paul – kompozytor (utwór 6) - Rickardo Reid – keyboard i programowanie (utwór 7) - Andy Ward – inżynier miksowania (utwór 4) - F. Zagaroli – dodatkowy śpiew (utwór 8) - Artful Dodger – producent, remiksowanie (utwór 14) |

## Pozycje na listach
| Lista (2000–2001)                                        | Najlepsza pozycja |
| -------------------------------------------------------- | ----------------- |
| Australian Albums (ARIA Top 100 Albums Chart)            | 2                 |
| Australian Dance Albums (ARIA Top 25 Dance Albums Chart) | 1                 |
| Australian Urban Albums (ARIA Top 40 Urban Album Chart)  | 1                 |
| Austrian Albums (Ö3 Austria Top 40)                      | 8                 |
| Belgian Albums (Ultratop 50 Albums Flandria)             | 7                 |
| Belgian Albums (Ultratop 50 Albums Walonia)              | 7                 |
| Canadian Albums (Billboard Canadian Albums)              | 3                 |
| Danish Albums (IFPI Hitlisten)                           | 1                 |
| Dutch Albums (Dutch Album Top 100)                       | 1                 |
| European Albums (European Top 100 Albums)                | 2                 |
| Finnish Albums (Suomen virallinen albumilista)           | 8                 |
| French Albums (SNEP)                                     | 5                 |
| German Albums (Offizielle Top 100)                       | 3                 |
| Greek Albums (Top 50 Ξένων Aλμπουμ)                      | 9                 |
| Hungarian Albums (Album Top 40 slágerlista)              | 12                |
| Irish Albums (Top 100 Individual Artist Albums)          | 1                 |
| Italian Albums (Italy Albums Top 100)                    | 7                 |
| Japanese Albums (Oricon Albums Chart)                    | 42                |
| Malaysian Albums (RIM)                                   | 1                 |
| New Zealand Albums (Official NZ Music Chart)             | 2                 |
| Norwegian Albums (Topp 40 Albums)                        | 2                 |
| Polish Albums (Oficjalna Lista Sprzedaży)                | 8                 |
| Scottish Albums (Scottish Albums Chart Top 100)          | 1                 |
| Spanish Albums (Top 100 Álbumes)                         | 7                 |
| Swedish Albums (Sverigetopplistan)                       | 1                 |
| Swiss Albums (Schweizer Hitparade Albums Top 100)        | 6                 |
| UK Albums (Albums Chart Top 100)                         | 1                 |
| UK R&B Albums (Hip Hop & R&B Albums Chart Top 40)        | 1                 |
| US Albums (Billboard 200)                                | 11                |
| US R&B Albums (Top R&B/Hip-Hop Albums)                   | 12                |

| Lista (2025)                              | Najlepsza pozycja |
| ----------------------------------------- | ----------------- |
| Greek Albums (Top 75 Combined Repertoire) | 73                |

| Lista (2000)                                       | Pozycja |
| -------------------------------------------------- | ------- |
| Australian Albums (ARIA End Of Year Charts)        | 56      |
| Belgian Albums (Ultratop jaaroverzichten Flandria) | 51      |
| Belgian Albums (Ultratop rapports annuels Walonia) | 41      |
| Danish Albums (IFPI Hitlisten)                     | 25      |
| Dutch Albums (Jaaroverzichten)                     | 16      |
| European Albums (European Top 100 Albums)          | 15      |
| French Albums (Tops de l’année)                    | 38      |
| German Albums (Top 100 Album-Jahrescharts)         | 39      |
| New Zealand Albums (Official NZ Music Chart)       | 31      |
| Swizz Albums (Schweizer Jakreshitparade)           | 36      |
| UK Albums (End of Year Album Chart Top 100)        | 6       |
| Lista (2001)                                       | Pozycja |
| Australian Albums (ARIA End Of Year Charts)        | 4       |
| Belgian Albums (Ultratop jaaroverzichten Flandria) | 34      |
| Belgian Albums (Ultratop rapports annuels Walonia) | 22      |
| Canadian Albums (Nielsen SoundScan)                | 64      |
| Canadian R&B Albums (Nielsen SoundScan)            | 13      |
| Danish Albums (IFPI Hitlisten)                     | 86      |
| Dutch Albums (Jaaroverzichten)                     | 60      |
| French Albums (Tops de l’année)                    | 23      |
| German Albums (Top 100 Album-Jahrescharts)         | 66      |
| New Zealand Albums (Official NZ Music Chart)       | 7       |
| Swedish Albums (Årslista Album)                    | 97      |
| Swizz Albums (Schweizer Jakreshitparade)           | 42      |
| UK Albums (End of Year Album Chart Top 100)        | 45      |
| US Albums (Billboard 200)                          | 165     |
| Lista (2002)                                       | Pozycja |
| Canadian Albums (Nielsen SoundScan)                | 110     |
| Canadian R&B Albums (Nielsen SoundScan)            | 22      |
| US Albums (Billboard 200)                          | 74      |
| US R&B Albums (Top R&B/Hip-Hop Albums)             | 73      |

| Lista (2000–2009)                              | Pozycja |
| ---------------------------------------------- | ------- |
| Australian Albums (End of Decade Albums Chart) | 68      |
| UK Albums (Official Charts Company)            | 35      |

## Certyfikaty
| Region | Certyfikaty | Certyfikowane jednostki /sprzedaż |
| --- | ----------- | --------------------------------- |
| Australia (ARIA) | 4× Platyna  | 280 000^                          |
| Belgia (BEA) | 2× Platyna  | 50 000*                           |
| Kanada (Music Canada)                                                                                                  | Platyna     | 100 000^                          |
| Dania (IFPI Danmark)                                                                                                   | 2× Platyna  | 100 000^                          |
| Europa (IFPI) | 3× Platyna  | 3 000 000*                        |
| Francja (SNEP) | Platyna     | 300 000*                          |
| Niemcy (BVMI) | Platyna     | 300 000*                          |
| Japonia (RIAJ) | Złoto       | 100 000^                          |
| Holandia (NVPI) | 2× Platyna  | 160 000^                          |
| Nowa Zelandia (RMNZ)                                                                                                   | 3× Platyna  | 45 000^                           |
| Hiszpania (Promusicae)                                                                                                 | Platyna     | 100 000^                          |
| Szwajcaria (IFPI Switzerland)                                                                                          | Platyna     | 50 000^                           |
| Szwecja (GLF) | Platyna     | 80 000^                           |
| Wielka Brytania (BPI)                                                                                                  | 6× Platyna  | 1 940 000                         |
| Stany Zjednoczone (RIAA)                                                                                               | Platyna     | 1 000 000^                        |
| Legenda: * dane dotyczące sprzedaży oparte na samej certyfikacji ^ dane dotyczące wysyłek oparte na samej certyfikacji |             |                                   |

## Historia wydań
| Region            | Date             | Format                       | Label                       |
| ----------------- | ---------------- | ---------------------------- | --------------------------- |
| Australia         | 14 sierpnia 2000 | CD • kaseta • płyta winylowa | Wildstar • Atlantic Records |
| Irlandia          | 14 sierpnia 2000 | CD • kaseta • płyta winylowa | Wildstar • Atlantic Records |
| Nowa Zelandia     | 14 sierpnia 2000 | CD • kaseta • płyta winylowa | Wildstar • Atlantic Records |
| Wielka Brytania   | 14 sierpnia 2000 | CD • kaseta • płyta winylowa | Wildstar • Atlantic Records |
| Japonia           | 6 września 2000  | CD • kaseta • płyta winylowa | Wildstar • Atlantic Records |
| Stany Zjednoczone | 17 lipca 2001    |                              |                             |